# Blinded by the Light
Blinded by the Light är en sång av Bruce Springsteen. Den gavs ursprungligen ut på dennes debutalbum, Greetings from Asbury Park, N.J., 1973 och släpptes även som förstasingel från albumet.
Springsteens version gjorde ingen större succé. Desto större framgång fick Manfred Mann's Earth Band som 1976 spelade in låten till albumet The Roaring Silence. Denna version blev etta på Billboard Hot 100, vilket fortfarande är Springsteens enda förstaplacering som låtskrivare. En kraftigt omarrangerad version av sången finns med på Springsteens livealbum Live in Dublin (2007), inspelat under The Seeger Sessions Band Tour.
Sångtexten beskriver en rad karaktärer Springsteen träffade under sin tid som ung artist i New Jersey.